# Stazione di Casoria Arpino-Volla
La stazione di Casoria Arpino-Volla (in precedenza denominata Volla) è una stazione della ferrovia Circumvesuviana.
Posta sulla ferrovia Napoli-Nola-Baiano, è al servizio dei comuni di Casoria e di Volla.

## Storia
La stazione di Volla entrò in servizio il 12 dicembre 2001, alcuni mesi dopo l'apertura della linea, aperta il 12 febbraio precedente: con la sua attivazione fu soppressa la stazione di Casoria Fontane. Nel maggio 2022 la denominazione venne mutata in Casoria Arpino-Volla.

## Strutture e impianti
È munita di cinque binari ed è collocata nel comune di Casoria al confine appunto con il comune di Volla, in una zona periferica distante dal centro abitato di Volla ma abbastanza vicina a quella di Arpino, disagevole da raggiungere a piedi.
È un importante nodo di interscambio con la linea per il quartiere partenopeo Ponticelli e per San Giorgio a Cremano, ma attualmente non viene utilizzata per questo scopo.

## Servizi
- Ascensori
- Parcheggio gratuito
- Telefoni pubblici
- Servizi igienici

## Curiosità
Nella zona in cui sorge la stazione è ancora visibile il corso del fiume Sebeto.